# غانغ من سو
كانغ مين سوو (بالكورية: 강민수)‏ (مواليد 14 فبراير 1986 في غويانغ) لاعب كرة قدم كوري جنوبي يلعب حاليًا في نادي سوون بلو وينغز الكوري الجنوبي.

## روابط خارجية
- غانغ من سو على موقع الاتحاد الدولي (مؤرشف)  (الإنجليزية)
- غانغ من سو على موقع دوري كوريا الجنوبية (الإنجليزية)
- غانغ من سو على موقع قاعدة بيانات كرة القدم.إي يو (الإنجليزية)
- غانغ من سو على موقع ناشيونال فوتبول تيمز (الإنجليزية)
- غانغ من سو على موقع Soccerway.com (الإنجليزية)
- غانغ من سو على موقع عالم كرة القدم.نت (الإنجليزية)
- غانغ من سو على موقع كووورة
- غانغ من سو على موقع أوليمبيديا (الإنجليزية)
- غانغ من سو على موقع AS.com (الإسبانية)